# Canton de Beauvais-Nord-Est
Le canton de Beauvais-Nord-Est est une ancienne division administrative française située dans le département de l'Oise et la région Picardie.

## Représentation

### Conseillers d'arrondissement de Beauvais-Nord-Est (de 1833 à 1940)
| Période                                  | Période          | Identité                                                            | Étiquette   | Qualité |
| ---------------------------------------- | ---------------- | ------------------------------------------------------------------- | ----------- | --- |
| 1833                                     | 1836             | Philippe Nicolas Jourdain d'Héricourt                               |             | Propriétaire, ancien adjoint au maire de Beauvais                                                                                   |
| 1836                                     | 1848             | Vincent Paul Sommereux                                              |             | Militaire puis marchand brasseur à Beauvais                                                                                         |
|                                          |                  |                                                                     |             | |
| 1852                                     | 1861             | Barthélemy Julien Louis Léonce, Comte de Lagué de Salis (1800-1875) |             | Capitaine de cavalerie, brigadier des gardes de corps du Roi, commandant de la garde nationale de Beauvais, propriétaire à Beauvais |
| 1861                                     | 1867 (décès)     | Achille Jean-Baptiste Dumont (1816-1867)                            |             | Notaire à Beauvais |
| 1867                                     | 1877             | Comte Paul de Lagué de Salis (1836-1893, fils de B.de Salis)        |             | Ingénieur civil, propriétaire à Beauvais                                                                                            |
| 1877                                     | 1881 (démission) | Ernest Gérard                                                       |             | Médecin, conseiller municipal de Beauvais, élu conseiller général du canton de Beauvais-Sud-Ouest                                   |
| 1881                                     | 1897             | Pierre-Nicolas-Désiré Garbet                                        | Républicain | Négociant à Beauvais (maire de 1894 à 1896)                                                                                         |
| 1897                                     | 1901             | Jules Loisel                                                        | Républicain | Pharmacien Adjoint au Maire de Beauvais (1896-1906), ancien conseiller d'arrondissement du canton de Beauvais-Sud-Ouest             |
| 1901                                     |                  | Émile Véber (1846-1916)                                             |             | Entrepreneur de transports, ancien Président du Tribunal de commerce, conseiller municipal puis adjoint au maire de Beauvais        |
|                                          |                  |                                                                     |             | |
|                                          | 1940             | Charles Desgroux                                                    | Radical     | Avocat, maire de Beauvais (1935-1944)                                                                                               |
| 1940                                     |                  |                                                                     |             | Les conseils d'arrondissement ont été suspendus par la loi du 12 octobre 1940 et n'ont jamais été réactivés                         |
| Les données manquantes sont à compléter. |                  |                                                                     |             | |

### Conseillers généraux du canton de  Beauvais-Nord-Est (1833 à 2015)
| Période          | Période      | Identité                                | Étiquette              | Qualité |
| ---------------- | ------------ | --------------------------------------- | ---------------------- | --- |
| 1833             | 1861         | Jean-Charles-Gabriel Danse              | Majorité ministérielle | Président du Tribunal civil de Beauvais Député (1831-1842) |
| 1861             | 1867         | Comte Paul Barthélemy de Lagué de Salis |                        | Ingénieur civil, propriétaire à Beauvais |
|                  |              |                                         |                        | |
| 1871             | 1891 (décès) | Comte Raymond de Malherbe               | Droite                 | Ancien militaire Propriétaire, maire de Beauvais (1871-1878) |
| 1891             | 1897 (décès) | Maximilien Lesage                       | Républicain            | Docteur en médecine à la prison de Beauvais Député (1895-1897) |
| 1897             | 1904         | Jules Loisel                            | Républicain            | Pharmacien Adjoint au Maire de Beauvais (1896-1906), conseiller d'arrondissement |
| 1904             | 1929 (décès) | Alexandre Magnier                       | Rad.                   | Docteur en médecine Médecin en chef de l'hôpital et conseiller municipal de Beauvais |
| 1929             | 1934         | Auguste Joly                            | Rad.                   | Avocat Maire de Beauvais (1927-1935) |
| 1934             | 1940         | René Louis Dauchy (1896-1973)           | URD                    | Industriel Conseiller municipal de Saint-Just-des-Marais |
|                  |              |                                         |                        | |
| 1945             | 1950 (décès) | Charles Desgroux (1893-1950)            | Rad.                   | Avocat Ancien Maire de Beauvais (1935-1944), ancien conseiller d'arrondissement |
| 19 novembre 1950 | 1972 (décès) | Pierre Jacoby (1901-1972)               | RPF puis UNR puis UDR  | Agriculteur Maire de Beauvais (1954-1972) Suppléant de Marcel Dassault |
| 1972             | 1982         | Walter Amsallem                         | PS                     | pharmacien Maire de Beauvais (1977-2001) Élu en 1982 dans le canton de Beauvais-Nord-Ouest |
| 1982             | 1993 (décès) | Michel Gorin (1928-1993)                | UDF-Rad.               | avocat, ancien maire de Songeons (1963-1971), conseiller municipal de Beauvais, suppléant du député Jean-François Mancel |
| 1993             | 1998         | Olivier Dassault                        | RPR                    | consultant international député (1988-1997 et 2002-2021) - conseiller régional |
| 1998             | 2011         | Henri Bonan                             | PS                     | Médecin retraité Inspecteur Général des Affaires Sociales Vice-Président du Conseil Général Ancien Adjoint au Maire de Beauvais Ancien conseiller général du Canton de Beauvais-Sud-Ouest Ancien président du conseil général de l'Oise |
| 2011             | 2015         | Thibaud Viguier                         | PS                     | Fonctionnaire, conseiller régional |

## Composition
| Communes | Population (2012) | Code postal | Code Insee |
| -------- | ----------------- | ----------- | ---------- |
| Beauvais | 55 392 (1)        | 60000       | 60057      |

(1) fraction de communes

## Démographie
| 1962 | 1968 | 1975 | 1982 | 1990 | 1999 | 2009 |
| ---- | ---- | ---- | ---- | ---- | ---- | ---- |
| -    | -    | -    | -    | -    | -    | -    |